# San Zenone al Lambro
San Zenone al Lambro (San Zenon in dialetto milanese, AFI: [sã dzeˈnũː], San Zanon localmente, AFI: [sã dzaˈnũː]) è un comune italiano di 4 456 abitanti della città metropolitana di Milano in Lombardia.

## Storia
San Zenone è una località agricola di antica origine, storicamente parte del territorio lodigiano.
In età napoleonica (1809-16) al comune di San Zenone fu aggregata Santa Maria in Prato, ridivenuta autonoma con la costituzione del Regno Lombardo-Veneto.
Nel 1863 San Zenone assunse il nome ufficiale di "San Zenone al Lambro", per distinguersi da altre località omonime.
Nel 1870 Santa Maria in Prato fu aggregata definitivamente.
Nonostante i legami storici con il lodigiano, alla costituzione della provincia di Lodi (1992) il comune di San Zenone al Lambro decise di non farne parte, restando così in provincia di Milano.

### Simboli
Lo stemma del Comune di San Zenone al Lambro è stato concesso con decreto del presidente della Repubblica dell'8 aprile 1975.
Le branche di leone alludono alla forza e alla virtù degli abitanti del paese.
Il biscione ingollante un bambino è il simbolo dei Visconti di Milano e fa riferimento al lungo periodo di dominazione di questa famiglia.
Il gonfalone è un drappo troncato di bianco e di azzurro.

## Società

### Evoluzione demografica
Abitanti censiti

### Etnie e minoranze straniere
Al 31 dicembre 2015 gli stranieri residenti nel comune di San Zenone al Lambro in totale sono 463. Tra le nazionalità più rappresentate troviamo:
| Paese          | Popolazione (2015) |
| -------------- | ------------------ |
| Romania        | 120                |
| Mali           | 36                 |
| Gambia         | 32                 |
| Senegal        | 31                 |
| Costa d'Avorio | 30                 |
| Egitto         | 25                 |

## Geografia antropica
Secondo l'ISTAT, il territorio comunale comprende il centro abitato di San Zenone al Lambro, le frazioni di Santa Maria in Prato e Villa Bissone, e le località di Cascina Cassinetta, Cascina Gallinazza e Ceregallo.

## Infrastrutture e trasporti

### Strade
Il centro abitato di San Zenone e la frazione di Santa Maria in Prato si trovano lungo la strada provinciale 204, che collega la Via Emilia con Salerano sul Lambro. Lungo la Via Emilia, che lambisce la parte nord del territorio comunale, sono presenti la frazione di Villa Bissone (limitrofa al comune di Sordio) e una zona artigianale.
Il centro abitato di San Zenone è lambito anche dall'Autostrada del Sole. Non sono presenti uscite autostradali ma vi è un'area di servizio battezzata San Zenone.

### Ferrovie
Il territorio comunale è attraversato dalla ferrovia Milano-Bologna, aperta nel 1861, e dalla linea ad alta velocità, attivata nel 2008.
Sulla linea storica è presente una fermata denominata "San Zenone al Lambro", che tuttavia serve la frazione di Villa Bissone e il limitrofo comune di Sordio. Vi fermano i treni della linea S1 (Saronno-Milano-Lodi) del servizio ferroviario suburbano di Milano.

## Amministrazione

Il gonfalone

Segue un elenco delle amministrazioni locali.
| Periodo | Periodo   | Primo cittadino                     | Partito                           | Carica   | Note   |
| ------- | --------- | ----------------------------------- | --------------------------------- | -------- | ------ |
| 1946    | 1951      | Giuseppe Medaglia / Carlo Zanicotti |                                   | Sindaco  |        |
| 1951    | 1956      | Luigi Fiori                         |                                   | Sindaco  |        |
| 1956    | 1960      | Renato Bianchi                      |                                   | Sindaco  |        |
| 1960    | 1966      | Giancarlo Colombo                   |                                   | Sindaco  |        |
| 1966    | 1985      | Antonio Danelli                     |                                   | Sindaco  | [ 13 ] |
| 1985    | 1995      | Romano Tronconi                     |                                   | Sindaco  | [ 13 ] |
| 1995    | 1999      | Maurizio Bussola                    |                                   | Sindaco  | [ 13 ] |
| 1999    | 2009      | Mario Rota                          |                                   | Sindaco  | [ 13 ] |
| 2009    | 2019      | Sergio Fedeli                       | Il Popolo della Libertà-Lega Nord | Sindaco  | [ 13 ] |
| 2019    | 2024      | Arianna Tronconi                    | Lista civica Il Nostro Paese      | Sindaco} | [ 13 ] |
| 2024    | in carica | Arianna Tronconi                    | Lista civica Il Nostro Paese      | Sindaco  | [ 13 ] |

## Galleria d'immagini

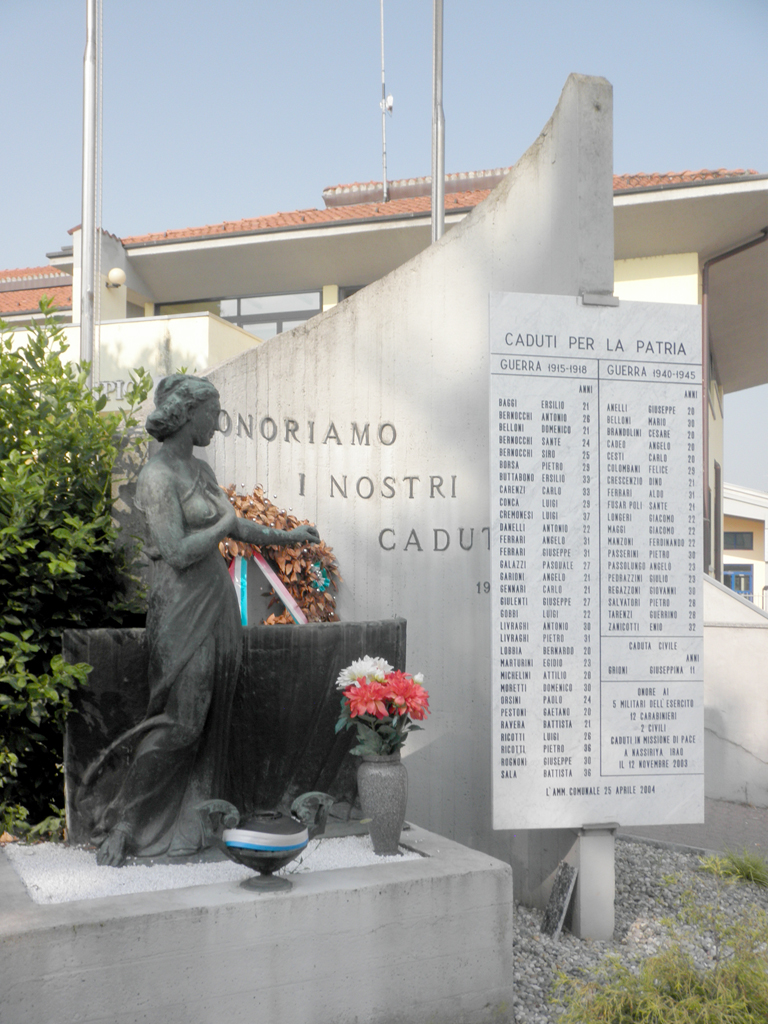
Monumento dei caduti
Municipio